# Глобины
Глобины — семейство белков, вероятнее всего обладающих общим предком. Все они содержат цепочку из 8 альфа-спиралей. Два наиболее известных представителя этого семейства: миоглобин и гемоглобин обладают способностью обратимой связи с кислородом. Белки этого семейства широко распространены в различных организмах. Помимо двух перечисленных выше, к глобинам относятся нейроглобин, цитоглобин, эритрокруорин, легоглобин, флавогемоглобины и др.